# Liste der Kulturdenkmale in Niederhäslich
Die Liste der Kulturdenkmale in Niederhäslich enthält alle Kulturdenkmale des Freitaler Stadtteils Niederhäslich. Die Anmerkungen sind zu beachten.
Diese Liste ist eine Teilliste der Liste der Kulturdenkmale in Freital.

## Legende
- Bild: Bild des Kulturdenkmals, ggf. zusätzlich mit einem Link zu weiteren Fotos des Kulturdenkmals im Medienarchiv Wikimedia Commons. Wenn man auf das Kamerasymbol klickt, können Fotos zu Kulturdenkmalen aus dieser Liste hochgeladen werden:
- Bezeichnung: Denkmalgeschützte Objekte und ggf. Bauwerksname des Kulturdenkmals
- Lage: Straßenname und Hausnummer oder Flurstücknummer des Kulturdenkmals. Die Grundsortierung der Liste erfolgt nach dieser Adresse. Der Link (Karte) führt zu verschiedenen Kartendiensten mit der Position des Kulturdenkmals. Fehlt dieser Link, wurden die Koordinaten noch nicht eingetragen. Sind diese bekannt, können sie über ein Tool mit einer Kartenansicht einfach nachgetragen werden. In dieser Kartenansicht sind Kulturdenkmale ohne Koordinaten mit einem roten bzw. orangen Marker dargestellt und können durch Verschieben auf die richtige Position in der Karte mit Koordinaten versehen werden. Kulturdenkmale ohne Bild sind an einem blauen bzw. roten Marker erkennbar.
- Datierung: Baubeginn, Fertigstellung, Datum der Erstnennung oder grobe zeitliche Einordnung entsprechend des Eintrags in der sächsischen Denkmaldatenbank
- Beschreibung: Kurzcharakteristik des Kulturdenkmals entsprechend des Eintrags in der sächsischen Denkmaldatenbank, ggf. ergänzt durch die dort nur selten veröffentlichten Erfassungstexte oder zusätzliche Informationen
- ID: Vom Landesamt für Denkmalpflege Sachsen vergebene, das Kulturdenkmal eindeutig identifizierende Objekt-Nummer. Der Link führt zum PDF-Denkmaldokument des Landesamtes für Denkmalpflege Sachsen. Bei ehemaligen Kulturdenkmalen können die Objektnummern unbekannt sein und deshalb fehlen bzw. die Links von aus der Datenbank entfernten Objektnummern ins Leere führen. Ein ggf. vorhandenes Icon  führt zu den Angaben des Kulturdenkmals bei Wikidata.

## Liste der Kulturdenkmale
| Bild                                    | Bezeichnung                                                                                    | Lage                                    | Datierung                                                                                     | Beschreibung | ID       |
| --------------------------------------- | ---------------------------------------------------------------------------------------------- | --------------------------------------- | --------------------------------------------------------------------------------------------- | --- | -------- |
| Direkt Bild zu diesem Denkmal hochladen | Baron von Burgk Freiherrliche Werke Freital (ehem.); Bergbaumonumente Freital (Sachgesamtheit) | Niederhäslich (Karte)                   | Mitte 19. Jahrhundert (Bergbauanlagenteil)                                                    | Sachgesamtheitsbestandteil der Sachgesamtheit Bergbaumonumente Freital im OT Niederhäslich mit folgenden Einzeldenkmalen: 1. Restgebäude des früheren Augustus-Schachtes, 2. Mundloch der zum früheren Segen-Gottes-Schacht gehörenden Rösche, einschließlich der noch vorhandenen untertägigen Stollenanlagen (siehe Einzeldenkmalliste - ID-Nr. 08963925) (siehe auch Sachgesamtheitsliste Stadt Freital, OT Burgk - ID-Nr. 09303858); bergbaugeschichtlich und ortshistorisch relevante Zeugnisse des Freitaler Bergbaues | 09303863 |
|                                         | Mühlgraben mit zwei Wehren                                                                     | (Karte)                                 | 15. Jh. (Mühlgraben)                                                                          | Mühlgraben mit zwei Wehren; Gesamtanlage des von mehreren anliegenden Produktionsstätten (insbesondere Egermühle, Lederfabrik und Papierfabrik) genutzter künstlich angelegter Wasserlauf, besondere stadtentwicklungsgeschichtliche Bedeutung für Dresden und Freital | 08963896 |
|                                         | Wohnstallhaus                                                                                  | Am Dorfplatz 1 (Karte)                  | bez. 1866 (Wohnstallhaus)                                                                     | Wohnstallhaus und zwei Seitengebäude eines Bauernhofes; Relikt des ländlichen Kerns des Angerdorfes, baugeschichtlich von Bedeutung | 08963996 |
|                                         | Ländliches Gebäude                                                                             | Am Dorfplatz 2a (Karte)                 | bez. 1858 Tafel an Traufseite (Wohnhaus)                                                      | Wohnhaus; evtl. ehem. Schule, Putzbau mit einigen Schmuckelementen, baugeschichtlich von Bedeutung | 08963988 |
|                                         | Wohnstallhaus                                                                                  | Am Dorfplatz 4 (Karte)                  | bez. 1809 (aber wahrscheinlich um 1750); 1820–1840 (Seitengebäude); 1820–1840 (Wohnstallhaus) | Wohnstallhaus und Seitengebäude eines Dreiseithofes; alle Gebäude Obergeschoss Fachwerk, in Struktur und Aussehen erhaltenes Ensemble, letztes Zeugnis des ehemaligen Angerdorfes, baugeschichtlich und ortsentwicklungsgeschichtliche Bedeutung | 08963989 |
|                                         | Wohnstallhaus                                                                                  | Clemens-Hanusch-Weg 2 (Karte)           | 18. Jh. (Bauernhof)                                                                           | Wohnstallhaus, Stall-Auszugshaus und Scheune eines kleinen Dreiseithofes; Strukturbestandteil der Ortskernbebauung von Niederhäslich, städtebauliche und baugeschichtliche Bedeutung | 08963994 |
|                                         | Wohnstallhaus                                                                                  | Clemens-Hanusch-Weg 3 (Karte)           | um 1700 (Wohnstallhaus)                                                                       | Wohnstallhaus, Obergeschoss Fachwerk; Relikt der Dorfkernbebauung Niederhäslichs, städtebauliche und baugeschichtliche Bedeutung | 08963995 |
|                                         | Doppel-Wohnhaus                                                                                | Poisentalstraße 47, 49 (Karte)          | 1910er Jahre (Doppelwohnhaus)                                                                 | Doppel-Wohnhaus in offener Bebauung; baugeschichtliche Bedeutung | 08963999 |
|                                         | Wohnhaus                                                                                       | Poisentalstraße 55 (Karte)              | bez. 1898 (Giebelaufsatz)                                                                     | Wohnhaus in offener Bebauung; baugeschichtliche Bedeutung | 08963998 |
|                                         | Rathaus Niederhäslich (ehem.)                                                                  | Poisentalstraße 75 (Karte)              | um 1900 (Rathaus)                                                                             | Rathaus Niederhäslich (ehem.) – Rathaus; in späthistoristischen Renaissanceformen, bau- und ortshistorische Bedeutung | 08963983 |
|                                         | Turnhalle                                                                                      | Poisentalstraße 77 (Karte)              | nach 1910 (Turnhalle)                                                                         | Turnhalle (ohne Anbau); Teil eines Gemeindeforums, bau- und ortshistorische Relevanz | 08963984 |
|                                         | Schule                                                                                         | Poisentalstraße 79 (Karte)              | bez. 1876 (Türsturz)                                                                          | Schule; bau- und ortsgeschichtlich von Bedeutung, Teil des Gemeindeforums | 08963985 |
|                                         | Mühle Niederhäslich (ehem.)                                                                    | Poisentalstraße 95 (Karte)              | bez. 1833 (Mühle)                                                                             | Mühle Niederhäslich (ehem.) – Mühlengebäude der früheren Niederhäslicher Wasser- und Dampfmühle (Obergeschoss Fachwerk); als regionalgeschichtliches Zeugnis von Bedeutung | 08963901 |
|                                         | Gasthof Poisental                                                                              | Poisentalstraße 97 (Karte)              | Ende 19. Jh. (Gasthof)                                                                        | Gasthof Poisental – Gasthof mit Tanzsaal; bau- und ortshistorisch relevant | 08963987 |
|                                         | Wohnhaus                                                                                       | Poisentalstraße 102 (Karte)             | bez. 1898 (Wetterfahne)                                                                       | Wohnhaus in halboffener Bebauung, mit Einfriedung; baugeschichtliche Bedeutung | 08963986 |
|                                         | Sgraffito 'Tanzschule Richter'                                                                 | Poisentalstraße 121 (Karte)             |                                                                                               | Sgraffito 'Tanzschule Richter' des Malers Hermann Glöckner | 08964985 |
|                                         | Rösche Segen-Gottes-Schacht                                                                    | Poisentalstraße 131 (gegenüber) (Karte) | 1856/1858 und bez. 1858 (Mundloch)                                                            | Baron von Burgk Freiherrliche Werke Freital (ehem.) – Rösche Segen-Gottes-Schacht; Bergbaumonumente Freital (Sachgesamtheit) – Einzeldenkmal der Sachgesamtheit Bergbaumonumente Freital im OT Niederhäslich: Mundloch der zum früheren Segen-Gottes-Schacht gehörenden Rösche, einschließlich der noch vorhandenen untertägigen Stollenanlagen; wichtiges und weitgehend original erhaltenes bergbaugeschichtliches Zeugnis, im Kontext zum Segen-Gottes-Schacht von Bedeutung. Mundloch der zum früheren Segen-Gottes-Schacht gehörenden Rösche; in Sandsteinquadern ausgeführt und gewölbt, Schlussstein bez. "SGS" (Segen-Gottes-Schacht); die Rösche wurde 1856–58 angelegt und hatte eine Länge von 917 m, sie diente dem Abtransport der Berge und später dem Abführen der Grubenwässer ins Poisental; die untertägigen Stollenanlagen sind z.T. noch vorhanden; wichtiges und weitgehend original erhaltenes bergbaugeschichtliches und damit ortsgeschichtliches Zeugnis (LfD/2012). | 08963925 |
|                                         | Hermann-Wolf-Denkmal                                                                           | Rotkopf-Görg-Straße (Karte)             |                                                                                               | Hermann-Wolf-Denkmal – Denkmal für Hermann Wolf am Windbergbad | 08964980 |
|                                         | Volkspark Rotkopf-Görg                                                                         | Rotkopf-Görg-Straße (Karte)             | vermutl. 1920er Jahre (Parkanlage)                                                            | Volkspark Rotkopf-Görg – Volkspark (Gartendenkmal) mit Allee und Aussichtsplateau; von stadtgeschichtlicher und gartenkünstlerischer Bedeutung | 09301337 |
|                                         | Doppel-Wohnhaus                                                                                | Rotkopf-Görg-Straße 1, 3 (Karte)        | zwischen 1905 und 1910 (Doppelwohnhaus)                                                       | Doppel-Wohnhaus; Einfluss der Reformarchitektur, architekturgeschichtlich von Interesse | 08964000 |
| Direkt Bild zu diesem Denkmal hochladen | Wohnhaus                                                                                       | Rudeltstraße 11 (Karte)                 |                                                                                               | Wohnhaus in offener Bebauung; baugeschichtlich von Bedeutung | 08963982 |
| Direkt Bild zu diesem Denkmal hochladen | Thälmann-Gedenkstein                                                                           | Waldblick 42 (bei) (Karte)              | 1961 (Gedenkstein)                                                                            | Thälmann-Gedenkstein; geschichtlich von Bedeutung | 08960523 |
|                                         | Wohn- und Geschäftskomplex                                                                     | Wilhelm-Müller-Straße 7, 9, 11 (Karte)  | vor 1956 (Wohn- und Geschäftshaus)                                                            | Wohn- und Geschäftskomplex; bildet den Kern der Raschelbergsiedlung, baugeschichtliche und städtebauliche Bedeutung | 08963980 |
|                                         | Skulptur eines Stahlarbeiters                                                                  | Wilhelm-Müller-Straße 14 (vor) (Karte)  | bez. 1953 (Statue)                                                                            | Plastik eines Stahlarbeiters, geschaffen von Friedrich Press | 08963981 |
|                                         | Franzosengräber                                                                                | Zum Poisenwald (Karte)                  | 1756 (Grabmal)                                                                                | 2 Steine (Franzosengräber) | 08960521 |
|                                         | Ländliches Wohnhaus                                                                            | Zum Poisenwald 2 (Karte)                | um 1850 (Wohnhaus)                                                                            | Ländliches Wohnhaus (Obergeschoss Fachwerk); baugeschichtlich relevant | 08963992 |